# Mamadali Topivoldiyev
Mamadali Topivoldiyev(20 de septiembre de 1919 - 6 de mayo de 1966) fue un soldado soviético que se convirtió en comandante de la unidad de reconocimiento del quinto destacamento de la Brigada Partidista Chekista de la resistencia bielorrusa. Por sus actividades partisanas recibió el título de Héroe de la Unión Soviética el 15 de agosto de 1944 y los nazis ofrecieron una recompensa de 50.000 Reichsmarks por su captura.

## Primeros años de vida
Topivoldiyev nació el 20 de septiembre de 1919 en una familia de campesinos uzbecos en el pueblo de Pandigan, ubicado en lo que hoy es el distrito de Rishton en la actual Uzbekistán. Su padre Topvoldi era granjero y su madre Melibuva era ama de casa. Mamadali era la mayor de sus cuatro hijos. Después de terminar la escuela primaria en 1934, inicialmente trabajó como cartero antes de convertirse en conductor de tractor en un koljós y trabajar en la estación de tren de Serovo. Cuando fue reclutado por el Ejército Rojo en 1939 y destinado en Babruisk como conductor del 130.º Regimiento de Artillería, no sabía nada de ruso, pero en 1941 había desarrollado una comprensión limitada del idioma, que mejoró con el tiempo.

## Segunda Guerra Mundial
Después de la invasión alemana de la Unión Soviética en 1941, participó en las batallas para defender Bielorrusia del ataque de los invasores nazis. Sin embargo, su unidad pronto fue rodeada por los alemanes cerca de Borísov y sufrió una grave lesión en la pierna. Sólo Topvaldiyev y su camarada Iván Rylkov lograron escapar del cerco, por lo que partieron hacia el pueblo de Pisarevo, donde vivía la madre de Ivan. La madre de Iván los acogió a ambos en su casa, pero otro aldeano informó a los alemanes de su paradero. Como resultado, los soldados alemanes irrumpieron en su casa, la golpearon y la quemaron, pero Topivoldiyev sobrevivió al incendio y se escondió en el sótano debajo de una pila de patatas. Pronto Topivoldiyev y Rylkov se unieron al destacamento partidista local dirigido por Aleksandr Simdyankin.
En noviembre de 1941, Topivoldiyev y su compañero partisano Nikolái Pajota atacaron un campo de prisioneros de guerra en Borísov, liberando a 146 prisioneros del campo.
En febrero de 1942, Topivoldiyev fue capturado por la Hilfspolizei y convertido en prisionero de guerra.sin embargo, pronto escapó y mató a un guardia en el proceso. Luego se unió a trece soldados que estaban dispersos entre las aldeas locales, y luego se unieron al destacamento partisano liderado por Gerasim Kirpich.
El destacamento era muy diverso y contenía personas de numerosas etnias, incluidas rusas, ucranianas, bielorrusas, mordvinos, judías, kumyk, osetias, chuvasias, udmurtos, kazajas y uzbekos.
El destacamento pronto se unió a varios otros destacamentos locales para formar una brigada en julio de 1942. Topivoldiyev luego se convirtió en el comandante de la unidad de reconocimiento del quinto destacamento. Su primera tarea fue atacar un tren enemigo que se dirigía a Minsk. En octubre ejecutó un plan para atraer a los soldados alemanes a una emboscada pastoreando el ganado que los nazis habían arrebatado a los aldeanos. La brigada siguió ampliando su tamaño, pero todavía no mantenía comunicación con el Comando Central. A Topivoldiyev se le encomendó la tarea de entregar información importante sobre las actividades militares nazis a Moscú. Llegó con éxito a Moscú, donde asistió a un entrenamiento de sabotaje antes de regresar a su brigada en la primavera de 1943.
Después de regresar a la brigada, Topivoldiyev continuó liderando operaciones partidistas, formando equipo con Nikolai Kayanov para realizar operaciones. Sus operaciones incluyeron misiones el 27 de septiembre de 1943, él y Kayanov mataron a tres soldados enemigos e hirieron a otros siete cerca de la aldea de Sviryana, y cuando el 12 de octubre de 1943 dispararon contra los cuarteles alemanes. En noviembre de ese año participaron en muchas operaciones, haciendo estallar un camión enemigo el 3 de noviembre, matando a un oficial subalterno y a siete soldados enemigos. Tres días después hicieron volar un camión que transportaba armas, matando a cinco soldados enemigos, y el 9 de noviembre prendieron fuego a un almacén, y tres días después hicieron volar un coche enemigo matando a 6 soldados enemigos. En junio de 1944, Topivoldiyev participó en su última batalla, tras la cual Bielorrusia fue liberada de la ocupación nazi. Luego fue liberado del servicio militar ese mismo año.Su última tarea fue entregar un paquete de documentos importantes al continente, que completó con éxito. Por su valentía en la batalla recibió el título de Héroe de la Unión Soviética.
Durante la guerra, Topivoldiyev tallaría su apodo Kazbek en un árbol después de una operación como tarjeta de visita. Durante la guerra mató personalmente a 76 soldados alemanes y capturó a un general alemán.

## De la posguerra
Después de ser liberado del servicio militar vivió brevemente en Minsk, donde trabajó como conductor, pero pronto regresó a la República Socialista Soviética de Uzbekistán. Sus amigos de la guerra Nikolai Apanasenko e Ivan Kurushev se mudaron con él a Uzbekistán. Visitaron Bielorrusia cada año con motivo del aniversario de la liberación de Bielorrusia de la ocupación nazi.
Se desempeñó como diputado en el Sóviet Supremo de la República Socialista Soviética de Uzbekistán. Ocupó varios puestos de trabajo antes de convertirse en presidente de la granja colectiva "Comunismo" en 1954. Fue asesinado a puñaladas por un loco el 6 de mayo de 1969 y fue enterrado en el cementerio de Zoxidon junto a sus camaradas partidistas Nikolai Apanasenko e Ivan Kurushev.

## Familia
Durante su servicio militar, Mamadali Topigoldiyev formó un vínculo familiar con Lidia Kornelova, una oficial de inteligencia.Sin embargo, Lydia fue detenida por las fuerzas alemanas mientras desempeñaba sus responsabilidades militares designadas. Lydia, que logró evadir el encarcelamiento, posteriormente se afilió a otro grupo y, con su ayuda, llegó al centro urbano de Petropavl en Kazajistán. Vale la pena señalar que durante su estancia en Petropavl, Lydia se encontró con Valentina, la hija de Topivoldiyev, que nació durante este período. En el año 1946, Mamadali Topivoldiyev contrajo matrimonio con Donokhan Usmonkhojayeva, residente de la aldea de Uirat en el área de Rishton. El individuo en cuestión tuvo un total de ocho hijos, a saber, Mubarakkhan (1946-2010), Ahmadali (1949-2009), Hamidjon (1956-2009), Mavludakhon (1959), Hasanboy (1962), Matlubakhon (1962), Farhodjon ( 1963) y Kahramon (1965). El tema que nos ocupa es Topivoldiyev. Vale la pena señalar que Ahmadali Topivoltiyev decidió otorgar el nombre de su padre a uno de sus descendientes.

## Premios
De acuerdo con los decretos emitidos por el Presidium del Soviético Supremo de la URSS, Mamadali Topivoldiyev recibió el estimado título de Héroe de la Unión Soviética el 15 de agosto de 1944. Además, fue honrado con la Medalla "Al Mérito de Batalla" el 13 de noviembre de 1942, la Medalla "A un Partidario de la Guerra Patria" de primera clase el 29 de junio de 1944, la Orden de la Estrella Roja el 15 de agosto de 1944, la Medalla "Por el Coraje", la Orden de la Bandera Roja del Trabajo el 11 de enero de 1957, la Orden de la Insignia de Honor el 30 de abril de 1966 y la Medalla "Por la victoria sobre Alemania en la Gran Guerra Patria de 1941– 1945" . También recibió la Medalla del Jubileo "Veinte años de victoria en la Gran Guerra Patria 1941-1945", así como la Medalla del Jubileo "50 años de las Fuerzas Armadas de la URSS". 

## Remembranza

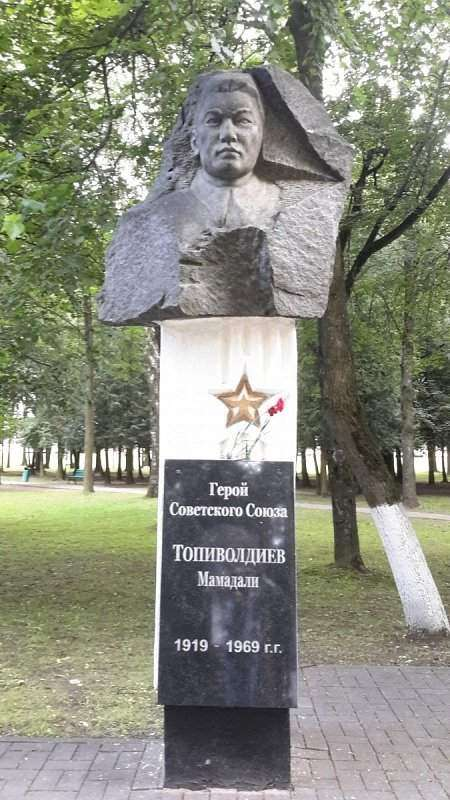
Monumento a Mamadali Topivoldiyev en el Callejón de los Héroes en Kruglae, Bielorrusia.

Un busto de Topivoldiyev se encuentra en el Callejón de los Héroes en Kruhlaye, Bielorrusia  y hay un busto de él en el pueblo de Zoxidon; Hay calles que llevan su nombre en varias ciudades de Uzbekistán.  Hay una exposición dedicada a él en un museo de la escuela secundaria Vorontsevich en el distrito de Talachyn y un museo dedicado a él en el pueblo de Pandigon.

## En película
La vida de Topivoldiyev fue la inspiración para la trama de la película Canción inolvidable (en ruso: Незабытая песня; la versión en uzbeko de la película se tituló Kazbek). El papel de Mamadali lo desempeñó Rustam Sagdullayev.
También fue el tema del documental de 2003 Hijo de Dos Naciones (en ruso: Сын двух народов; dirigido por Mukim Yuldashev, el documental de 2019 Liberaron a Bielorrusia (en ruso: Они освобождали Беларусь,un episodio titulado Partidista Mamadali Topvoldiyev (en uzbeko: Partizan Mamadali Topvoldiyev) de la serie de películas Héroes inolvidables en 2021. Ese año, en el 13.º Festival Internacional de Cine de Taskent, se hicieron planes para rodar una película sobre él. El rodaje comenzó en Fergana en 2022, con Ulugʻbek Qodirov interpretando el papel de Topivoltiyev; Originalmente, el título de la película iba a ser Kazbek, pero luego el nombre de la película se cambió a León Asiático (en uzbeko: Osiyo arsloni).

## Premios
- Héroe de la Unión Soviética
- Orden de Lenin
- Orden de la Bandera Roja del Trabajo
- Orden de la Estrella Roja
- Medalla "Por el coraje"
- Medalla "A un partisano de la Guerra Patria"
- medallas de jubileo[12]

## Literatura
- Zohidov, Toʻlqinjon (2019). "Kazbek" — rishtonlik partizan (en uzbeko). Fergana: „Fargʻona“ nashriyoti.
- Apanasenko, Vyacheslav (2008). Семья Апанасенко из кубанского хутора Братского. Kuban.

- Datos: Q16448325